# Засбахвальден
Засбахвальден (нем. Sasbachwalden) — община в Германии, в земле Баден-Вюртемберг. 
Подчиняется административному округу Фрайбург. Входит в состав района Ортенау.  Население составляет 2439 человек (на 31 декабря 2010 года). Занимает площадь 18,13 км².